# Pontus Rödin
Pontus Rödin, född 16 augusti 2000, är en svensk fotbollsspelare som spelar för Silkeborg IF.

## Karriär
Rödin spelade som junior för BK Derby, MB United och AFK Linköping. Han debuterade för AFK Linköping i Division 3 2016. I december 2017 värvades Rödin av Linköping City.
I augusti 2019 värvades Rödin av AFC Eskilstuna, där han skrev på ett 3,5-årskontrakt. Rödin gjorde allsvensk debut den 19 augusti 2019 i en 3–0-förlust mot Djurgårdens IF, där han blev inbytt i den 45:e minuten mot Adi Nalic.
I februari 2022 värvades Rödin av IK Brage, där han skrev på ett treårskontrakt. I januari 2024 värvades Rödin av danska Silkeborg IF, där han skrev på ett fyraårskontrakt.